# پراسانتا کارماکار
پراسانتا کارماکار (به انگلیسی: Prasanta Karmakar) (زادهٔ ۸ دسامبر ۱۹۸۰) شناگر اهل هند است.